# Lars Wadenbäck
Lars Wadenbäck, även kallad "Walle", född 1 augusti 1937, är en jazzprofil från Skåne. Han spelade åtskilliga år på Studio 52 i Lund, på Gungan i Malmö i början av 1970-talet och på Downtown Club i Lund på 1980- och 1990-talen. Han har spelat i Jazz Union, i Agneta Engströms Lads of Joy och gör det fortfarande i till exempel Prez Agency. Han har ackompanjerat stjärnor som Gunnar "Siljabloo" Nilson, Doc Cheatham, Peanuts Hucko och Stan Getz.
Walles pianospel kan avlyssnas bland annat på Stan Getz' Affinity och Agneta Engströms In the Wee Small Hours samt även på sju skivor i eget namn: Jazz Tribute (2004), Portraits in Jazz (2006), Jazz in time (2008), Swingin’ easy (2009)tillsammans med Gunilla Postaroff, Something new- something blue (2013), Swing Edition(2014), In the evening feat. Erik Norström (2018)